# Културни центар Београда
Културни центар Београд је установа културе у општини Стари град основана 1957. године. Налази на адреси Кнез Михаилова 5.

## Опште информације
Центар је настао као информативно-културни центар 1957. године, а више пута је мењао своју улогу и ширио поља деловања, као и активно учествовао у представљању и стварању културно-уметничких садржаја и промишљања културног деловања у Србији и Европи. Велики број програма који су настали у Културном центру Београда и данас представљају неке од најзначајнијих културних манифестација Београда и Србије.
Површине је 2000 м2, а у оквиру њега налази се Београдски излог (565 м2), Галерија Артгет (280 м2), књижара ИПС (340 м2), атељеи и депои (305 м2) и пословне и пратеће просторије (366 м2). Рад центра одвија се кроз пет целина и то : ликовна, музичка, књижевно-трибинска, филмска и мултимедијална. Поред устаљених програма КЦБ организује Гитар арт фестивал, Фестивал флаута увек и свуда, Дане оргуља, Поезију у београдској свакодевници, програме као што су Мала уметничка сцена, Сајам културне периодике, Дете и култура, Фестивал једног писца и подржава пројекте као што су Мануфактура Бе, Депонија Лед Арт-а и друге.
Седиште културног центра је у згради Дома штампе у приземљу и на првом спрату. Објекат је подигнут у периоду 1958—1961. године, по пројекту српског архитекте Ратомира Богојевића у корбизијанском стилу.
У оквиру центра одржавају се програми предавања, радионице, разговори, конференције, изложбе и пројекти у виртуелном и реалном простору.